# كوري سميث (مغني)
كوري سميث (بالإنجليزية: Corey Smith)‏ هو مغني وكاتب أغاني أمريكي، ولد في 20 يوليو 1977 في جيفرسون في الولايات المتحدة.

## وصلات خارجية
- الموقع الرسمي